# Vicario parroquial
El vicario es quien apoya al párroco de una parroquia, bajo la autoridad del obispo diocesano en cuyo ministerio de Cristo ha sido llamado a participar, para que en esa misma comunidad se cumpla las funciones de enseñar, dirigir espiritualmente, ayudar en las necesidades de la comunidad y, aun cuando no posee autoridad plena en la parroquia, posee gran libertad para las actividades pastorales, coopera con otros diáconos y con fieles laicos, conforme a la norma del derecho.

## Funciones del vicario
Son funciones que se encomiendan especialmente al párroco y en donde puede participar el vicario parroquial, y son las siguientes:
1. Apoyo en la catequesis.
2. La administración del bautismo.
3. La administración del sacramento de la confirmación a quienes se encuentren en peligro de muerte.
4. La administración del viático y de la unción de los enfermos; así mismo, impartir la bendición apostólica.
5. La asistencia en los matrimonios y la bendición nupcial.
6. La celebración de funerales.
7. La celebración eucarística más solemne los domingos y las fiestas de la economía.

## Derecho canónico
De acuerdo con el Código de derecho canónico de la Iglesia Católica, capítulo IV, se describen las actividades, funciones y derechos del vicario parroquial, que son:
§ 541. Al quedar vacante una parroquia, o hallarse impedido el párroco para ejercer su función pastoral, hasta que se constituya el administrador parroquial, asume provisionalmente el régimen de la parroquia el vicario parroquial; si son varios, el más antiguo por su nombramiento, y, donde no haya vicarios, el párroco que determine el derecho particular.
§ 545 Se puede constituir un vicario parroquial bien para que ayude en el desempeño de todo el ministerio pastoral en una parroquia o en una determinada parte de ella o a un grupo concreto, bien para destinarlo a un ministerio específico que haya de realizarse a la vez en varias parroquias.